# E–2 Hawkeye
Az E–2 Hawkeye repülőgép-hordozók fedélzetéről üzemeltethető légtérellenőrző repülőgép, melyet a Grumman fejlesztett ki az 1960-as évekre és gyártott a korábbi E–1 Tracer repülőgép leváltására. Vállszárnyas, fémépítésű konstrukció, hárompontos, tricikli elrendezésű futóművel. A főfutókat a turbólégcsavaros hajtóművek szárny alatt lévő gondoláiba, az orrfutót a törzsbe húzzák be, melynek tetején helyezték el a rádiólokátor körbeforgó antennáját, mely a felhajtóerő termelésében is részt vesz. Az antenna által keltett légörvények miatt függőleges vezérsíkja szokatlan kialakítású. A repülőgépet az USN-en kívül alkalmazza a Francia Haditengerészet, az Izraeli, az Egyiptomi, a Japán és a Tajvani Légierő is. Továbbfejlesztésével alakították ki a C–2 Greyhound szállító repülőgépet.

## Lásd még
- C–2 Greyhound